# Kinhi
Kinhi fou un estat tributari protegit del tipus zamindari al districte de Balaghat a les Províncies Centrals avui Madhya Pradesh. Estava format per 64 pobles ocupant una superfície de 412 km² en part per damunt i en part sota les muntanyes. La capital era Kinhi a 21° 37′ N, 80° 29′ E / 21.617°N,80.483°E. El zamindar tenia origen en el cap del ramats dels reis gonds i després marathes Bhonsle de Nagpur que tenien els ramats reials a les pastures de Lanji. El zamindari va ser repartit en parts entre diversos descendents, i el seu valor va disminuir sensiblement al segle XIX.